# Jonquières (Oise)
Pour les articles homonymes, voir Jonquières.
Jonquières est une commune française située dans le département de l'Oise en région Hauts-de-France.

## Géographie

### Description
Jonquières est un gros village périurbain du Compiègnois dans le département de l'Oise, situé sur la rive droite de l'Oise à 3,5 km de la rivière à vol d'oiseau, dans la plaine d'Estrées, entre Clermont et Compiègne, sur l'itinéraire de la RN 31 Rouen - Reims et non loin de l'autoroute A1 et de la LGV Nord, à l'ouest.
Le chef-lieu d'arrondissement de Compiègne est éloigné de 9 km, et le chef-lieu d'arrondissement de Clermont de 21 km. La distance orthodromique avec la capitale, au sud-ouest, est de 64 km, et le chef-lieu de département Beauvais est distant de 46 km.
Louis Graves indiquait en 1832 que la commune comprenait « une partie des coteaux sablonneux qui traversent de l'Est à l'Ouest la région moyenne du canton; le Mont-Hard, le Montduette, la butte du Moulin, dépendent de cette commune dont le territoire fort tourmenté s'étend principalement dans la direction du Nord au Sud. Le village est placé entre les
buttes, de Montduette et de Mont-Hard ; ses rues sont larges et en bon état à cause de leur nature sablonneuse ».

### Communes limitrophes
Les communes limitrophes sont Remy, Arsy, Canly, Jaux, Lachelle, Longueil-Sainte-Marie et Le Meux.
| Arsy                  | Remy       | Lachelle |
| Canly                 | Jonquières | Jaux     |
| Longueil-Sainte-Marie | Le Meux    |          |

### Géologie et relief

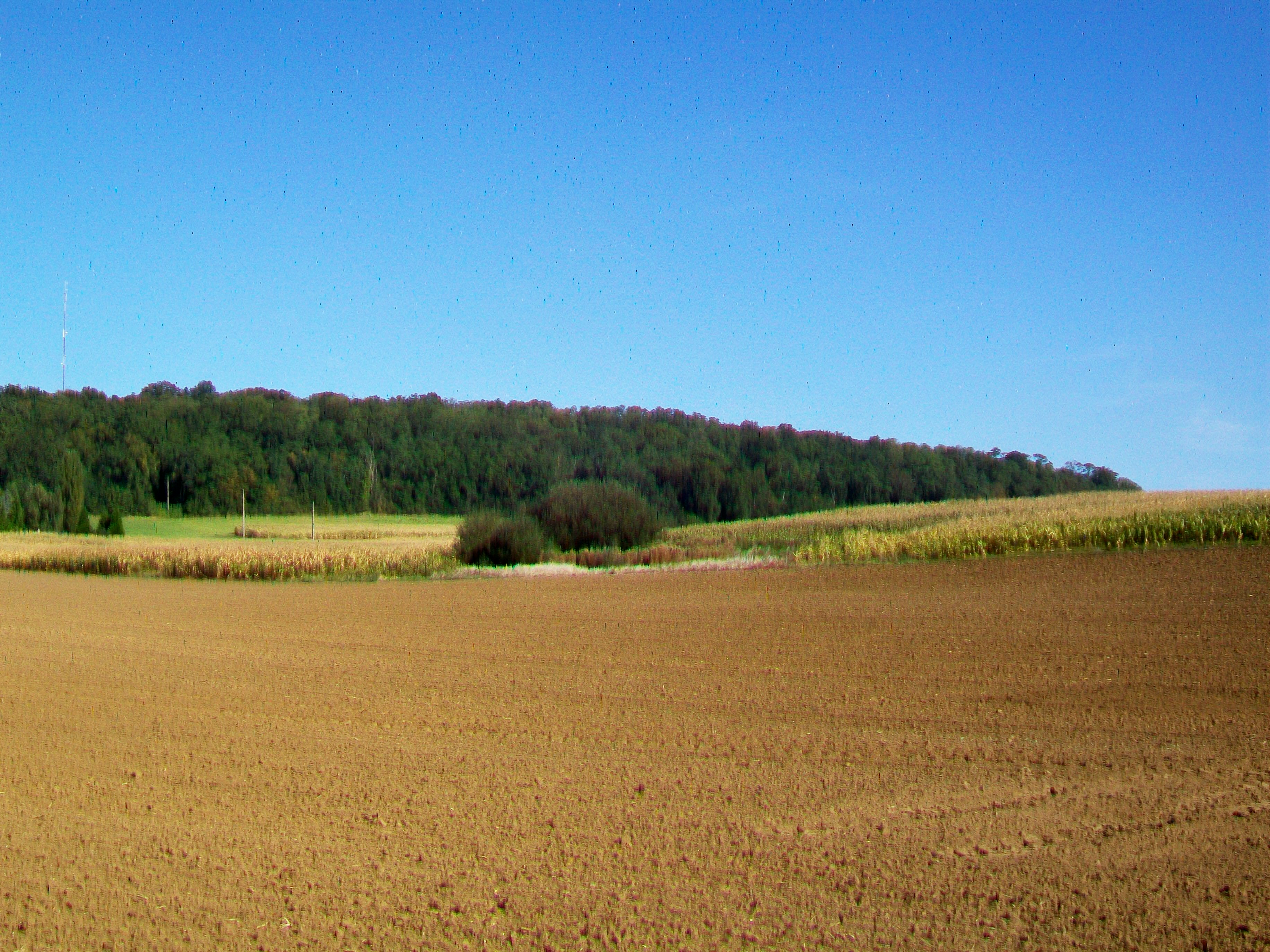
Vue sur le Mont d'Huette depuis le sud.

Le territoire communal s'étend sur 732 hectares, à une altitude comprise entre 55 et 157 mètres
Quatre buttes boisées cantonnent le village, dont trois se situent, au moins en partie, sur le territoire communal : le Bocquet au sud-est (Le Meux), le mont Hart au sud-ouest, le mont Clergé au nord-ouest et le mont d'Huette, le plus élevé, culminant à 157 m d'altitude.  Ces buttes sont constitues géologiquement, à leur base par des sables dits de Bracheux (réservoirs d'une nappe phréatique), surmontés d'argile à lignite et de sables, avec une couche de calcaire grossier au sommet.
Le relief de la commune est vallonné autour du village, mais devient plus plat vers le nord.

### Hydrographie
La commune est située dans le bassin Seine-Normandie. Elle n'est drainée par aucun cours d'eau,.

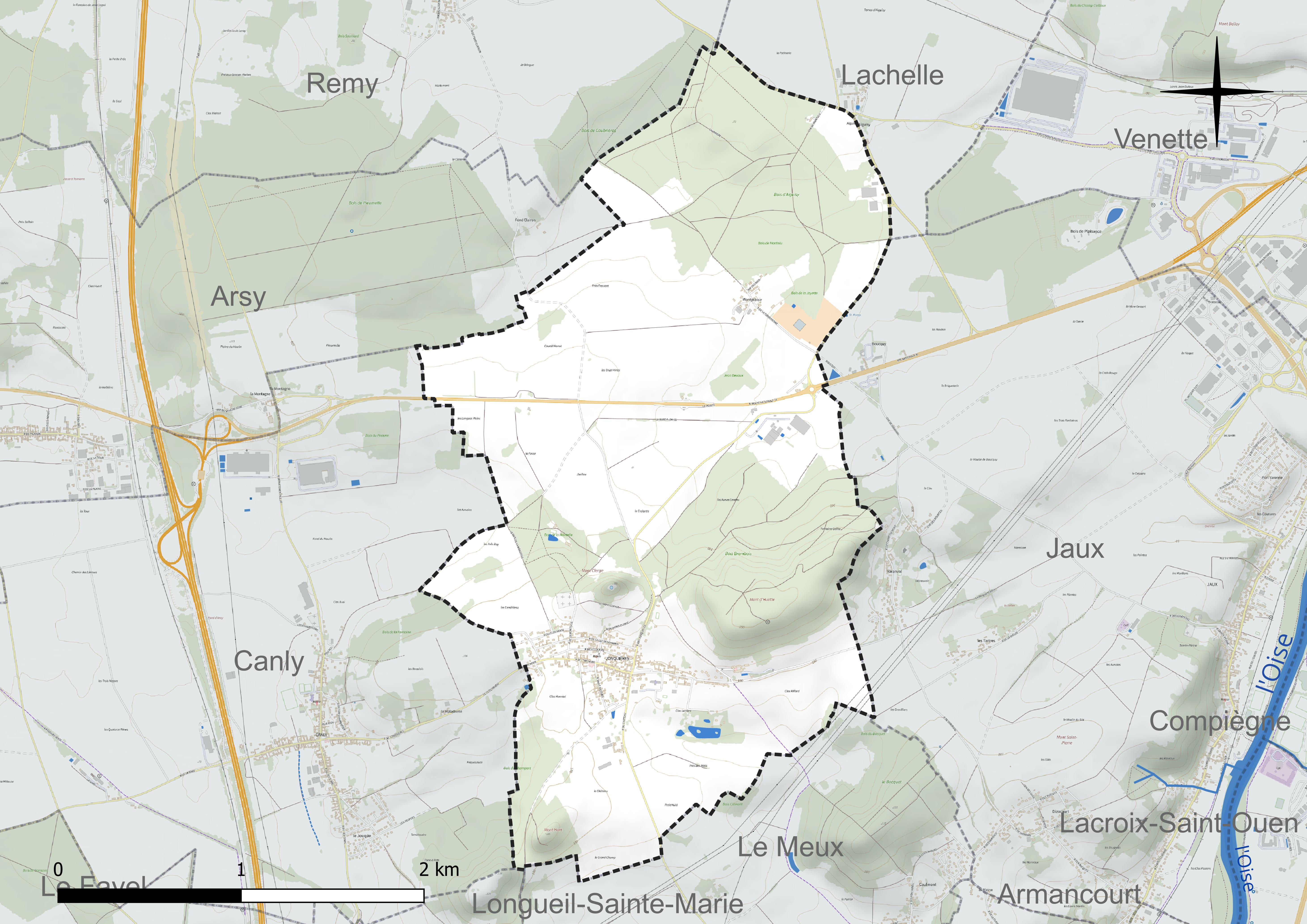
Réseau hydrographique de Jonquières.

### Climat
Pour des articles plus généraux, voir Climat des Hauts-de-France et Climat de l'Oise.
En 2010, le climat de la commune est de type climat océanique dégradé des plaines du Centre et du Nord, selon une étude du CNRS s'appuyant sur une série de données couvrant la période 1971-2000. En 2020, Météo-France publie une typologie des climats de la France métropolitaine dans laquelle la commune est dans une zone de transition entre le climat océanique et le climat océanique altéré et est dans la région climatique Nord-est du bassin Parisien, caractérisée par un ensoleillement médiocre, une pluviométrie moyenne régulièrement répartie au cours de l'année et un hiver froid (3 °C).
Pour la période 1971-2000, la température annuelle moyenne est de 10,4 °C, avec une amplitude thermique annuelle de 14,9 °C. Le cumul annuel moyen de précipitations est de 707 mm, avec 11,6 jours de précipitations en janvier et 8,3 jours en juillet. Pour la période 1991-2020, la température moyenne annuelle observée sur la station météorologique la plus proche, située sur la commune de Margny-lès-Compiègne à 8 km à vol d'oiseau, est de 11,2 °C et le cumul annuel moyen de précipitations est de 633,5 mm,. Pour l'avenir, les paramètres climatiques de la commune estimés pour 2050 selon différents scénarios d'émission de gaz à effet de serre sont consultables sur un site dédié publié par Météo-France en novembre 2022.

### Paysages
Jonquières apparaît comme un village de transition entre la vallée de l'Oise au sud, la Plaine d'Estrées-Saint-Denis à l'ouest et le plateau de Margny-lès-Compiègne au nord.
Hormis les quatre buttes, d'autres parties de la commune sont couvertes de forêts, la plus étendue étant le bois de Caubrières au nord du hameau de Montplaisir..

## Urbanisme
La terre argileuse de la commune a permis la fabrication de tuiles et briques qui contribuent à l'architecture caractéristique du village.

### Typologie
Au 1er janvier 2024, Jonquières est catégorisée commune rurale à habitat dispersé, selon la nouvelle grille communale de densité à sept niveaux définie par l'Insee en 2022.
Elle est située hors unité urbaine. Par ailleurs la commune fait partie de l'aire d'attraction de Compiègne, dont elle est une commune de la couronne,. Cette aire, qui regroupe 101 communes, est catégorisée dans les aires de 50 000 à moins de 200 000 habitants,.

### Occupation des sols

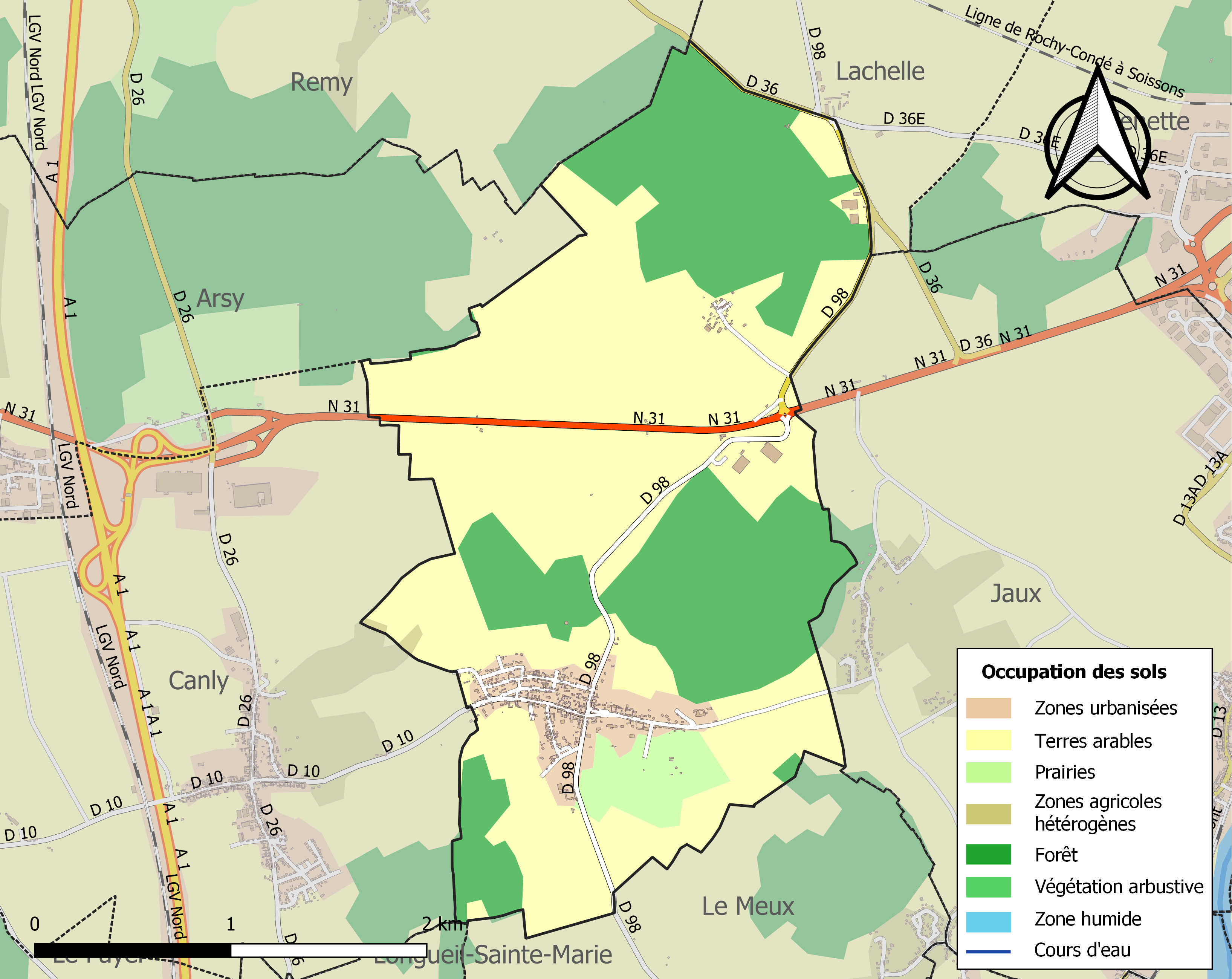
Carte des infrastructures et de l'occupation des sols de la commune en 2018 (CLC).

L'occupation des sols de la commune, telle qu'elle ressort de la base de données européenne d'occupation biophysique des sols Corine Land Cover (CLC), est marquée par l'importance des territoires agricoles (59,9 % en 2018), une proportion sensiblement équivalente à celle de 1990 (60,5 %). La répartition détaillée en 2018 est la suivante : 
terres arables (56,3 %), forêts (34,5 %), zones urbanisées (5,5 %), prairies (3,5 %), zones agricoles hétérogènes (0,2 %). L'évolution de l'occupation des sols de la commune et de ses infrastructures peut être observée sur les différentes représentations cartographiques du territoire : la carte de Cassini (XVIIIe siècle), la carte d'état-major (1820-1866) et les cartes ou photos aériennes de l'IGN pour la période actuelle (1950 à aujourd'hui).

### Lieux-dits, hameaux et écarts
Jonquières comporte un hameau, Montplaisir, à 2 km au nord-nord-est du village.

### Habitat et logement
En 2020, le nombre total de logements dans la commune était de 275, alors qu'il était de 261 en 2015 et de 243 en 2010.
Parmi ces logements, 93,1 % étaient des résidences principales, 3,3 % des résidences secondaires et 3,6 % des logements vacants. Ces logements étaient pour 96,3 % d'entre eux des maisons individuelles et pour 3,3 % des appartements.
Le tableau ci-dessous présente la typologie des logements à Jonquières en 2020 en comparaison avec celle de l'Oise et de la France entière. Une caractéristique marquante du parc de logements est ainsi une proportion de résidences secondaires et logements occasionnels (3,3 %) supérieure à celle du département (2,4 %) mais inférieure et à celle de la France entière (9,7 %). Concernant le statut d'occupation de ces logements, 81,2 % des habitants de la commune sont propriétaires de leur logement (81,4 % en 2015), contre 61,4 % pour l'Oise et 57,5 pour la France entière.
| Typologie                                               | Jonquières | Oise | France entière |
| ------------------------------------------------------- | ---------- | ---- | -------------- |
| Résidences principales (en %)                           | 93,1       | 90,5 | 82,1           |
| Résidences secondaires et logements occasionnels (en %) | 3,3        | 2,4  | 9,7            |
| Logements vacants (en %)                                | 3,6        | 7,1  | 8,2            |

### Voies de communication et transports
Sur le plan des voies communication, le principal axe routier est représenté par la RN 31, qui passe à plus d'un kilomètre de distance au nord du village, dans un sens est-ouest. Sur la commune voisine de Canly, existe un échangeur avec l'autoroute A1.
Le village lui-même est traversé du nord au sud par une route départementale, la RD 98. En direction du sud, elle se dirige vers Le Meux et l'échangeur avec la voie rapide de la RD 200 Compiègne - Creil. Depuis le carrefour au centre de Jonquières, part la RD 10 en direction de l'ouest, vers Canly et Sacy-le-Petit où elle donne accès à la RD 1017, près de Pont-Sainte-Maxence. Une voie communal relie Jonquières aux différents hameaux de sa commune voisine à l'est, Jaux.
Jonquières ne dispose plus de gare sur son territoire, la station  de chemin de fer la plus proche, la gare du Meux - La Croix-Saint-Ouen, étant éloignée de quatre kilomètres et desservie par les trains omnibus TER Hauts-de-France de la ligne C14 Compiègne - Paris. Du lundi au vendredi, s'y arrêtent huit trains pour Paris et neuf trains pour Compiègne, la fréquence étant moindre le week-end. Le temps de parcours est de 57 min pour Paris et de 8 min pour Compiègne.
Sur le plan des transports en commun routiers, Jonquières est desservie, en 2023, par les lignes 659 et 661 du réseau interurbain de l'Oise. La commune est également desservie par la ligne 107 du réseau TIC et par la ligne 14 du service de transport à la demande AlloTIC.

## Toponymie
Le nom de la localité est attesté sous les formes Junkerioe (1132) ; de Juncheriis (1174) ; de Junkeriis (1221) ; Junkieres (1227) ; Juncherioe (1230) ; Junkeriacum (1232) ; Jonkerioe (1238) ; Ionkiers (1245) ; Jonquieres (1245) ; Jonquiers (1245) ; les mares de Ionquiers (1245) ; Junchieres (1284) ; apud Jonquerias (1293) ; Joncquieres (1373) ; Joncqueres (1539) ; ecclesia sancti Nicolai de Jonquieres (XVIe) ; Joncquierre (XVIe) ; Jonquiere (1625) ; Jonquières (1840).
De l'ancien picard jonkiere, pluriel de l'oïl jonquière, « terrain où il pousse du jonc ».

## Histoire

### Préhistoire
Sur le mont d'Huette se trouvait un camp chasséen, c'est-à-dire datant du Néolithique moyen qui s'est développée entre environ 4350 et 3300 av. J.-C. en France et dans le nord de l'Italie. Le Chasséen se caractérise notamment par sa production lithique et céramique. Ce campement situé près d'une petite source dite de la Fontaine Gellée mesurait environ 400 m. de longueur sur 210 m. de largeur, soit une superficie de près de 5,60 ha., qui était délimité par un fossé doublé d'une palissade coupant l'intérieur du plateau en arc de cercle, l'ensemble permettant de surveiller l'Oise,.

### Moyen Âge
En 1836 des tombes gallo-romaines ou mérovingiennes ont été mises à jour à Jonquières.
Au Moyen Âge, le finage de Jonquières relève pour partie du domaine royal, pour partie au seigneur du Fayel, et pour partie à l'abbaye Saint-Corneille de Compiègne dont relevait le prieuré de Bouquy, aujourd'hui situé à Jaux. Louis VII le Jeune accorde une charte communale aux habitants.

### Temps modernes
Charles de Dampierre de Jonquières (1500-1556), seigneur du lieu, se convertit au protestantisme. Un de ses successeurs, Jacques de Dampierre, hérite en 1665 de la seigneurie, mais, à la suite de la révocation de l'édit de Nantes en 1685, il refuse d'abjurer sa foi et préfère émigrer en Hollande. A cette époque, la communauté protestante du village est assez nombreuse. Les biens signeuriaux reviennent à une parente qui embrasse la foi catholique. Une de ses descendantes épouse un gros propriétaire terrien. Une ferme et un lieu-dit “Le château” sont les derniers témoins de cette propriété,.
La paroisse de Jonquières dépend alors du doyenné de Coudun, diocèse de Beauvais, du bailliage de Compiègne, de l'élection de Compiègne et de la généralité de Paris.

### Révolution française et Empire
Lors de la Révolution française, Jean-Baptiste Joseph Delambre entreprend la mesure d'un arc du méridien de Paris, entre Dunkerque et Barcelone, pour servir à l'établissement du système métrique. Pour cela, il effectue des mesures de triangulation à Jonquières.

### Époque contemporaine
En 1820 une mire est implantée sur la “montagne” entre le dernier moulin du village et la maison du meunier.
De 1807 à 1834, l'église n'a plus de desservant et se dégrade. En 1834, Théodore Cyrille Deligny, originaire de Francières et tout juste ordonné prêtre, est nommé curé de Jonquières et entreprend la restauration de l'église.
Jusqu'au XXe siècle, les habitants vivent essentiellement de l'agriculture, liée à un artisanat rural : vergers de poiriers, de pommiers et de cerisiers, ainsi que des vignes — dont on comptait 30 ha de plantations en 1830, produisant des vins de qualité médiocre rapidement concurencés par les vins du midi lorsque le chemin de fer a permis de les transporter à grande distance — couvraient les pentes des monts. Dans la plaine, on cultivait des céréales, des haricots, de la luzerne, des pommes de terre et du chanvre, que quelques artisans tissaient pour en faire de la toile, après avoir fait rouir la plante dans l'Oise ou dans des fosses humides appelées « routoirs ». Sur les sols sableux, l'on cultivait carottes et oignons. Par ailleurs, on constatait une activité d'affinage du fromage du Meux dans certaines caves. Les gisements de lignites pyriteuses (cendrées) fournissaient de l'engrais. La commune dispose alors d'une mairie et d'une école, et plusieurs places sont plantées. On comptait un moulin à vent.
En 1914 on comptait encore 30 cultivateurs, nombre qui s'est progressivement réduit à 7 en 1980.
Dans le cadre du plan d'urbanisme du grand Compiègne un lotissement devait être aménagé au mont d'Huette. Le maire de l'époque, Jean-Jacques Carluy, s'est opposé à ce projet avec succès.

## Politique et administration

### Rattachements administratifs et électoraux

#### Rattachements administratifs
La commune se trouve  dans l'arrondissement de Compiègne du département de l'Oise.
Elle faisait partie de 1802 à 1982 du canton d'Estrées-Saint-Denis, année où elle est rattachée au canton de Compiègne-Sud-Ouest. Dans le cadre du redécoupage cantonal de 2014 en France, cette circonscription administrative territoriale a disparu, et le canton n'est plus qu'une circonscription électorale.

#### Rattachements électoraux
Pour les élections départementales, la commune fait partie depuis 2014 du canton de Compiègne-2
Pour l'élection des députés, elle fait partie de la cinquième circonscription de l'Oise.

### Intercommunalité
Jonquières était membre de la communauté de communes de la région de Compiègne (CCRC), un établissement public de coopération intercommunale (EPCI) à fiscalité propre créé fin 1999, et qui se transforme en communauté d'agglomération en 2004 sous le nom d'Agglomération de la région de Compiègne  (ARC) et auquel la commune avait transféré un certain nombre de ses compétences, dans les conditions déterminées par le code général des collectivités territoriales.
Dans le cadre des dispositions de la loi portant nouvelle organisation territoriale de la République du 7 août 2015, qui prévoit que les établissements publics de coopération intercommunale (EPCI) à fiscalité propre doivent avoir un minimum de 15 000 habitants, cette intercommunalité a fusionné avec sa voisine pour former, le 1er janvier 2017, la communauté d'agglomération dénommée Agglomération de la Région de Compiègne et de la Basse Automne (ARCBA), dont est désormais membre la commune.

### Liste des maires
| Période                                  | Période                   | Identité            | Étiquette | Qualité                                       |
| ---------------------------------------- | ------------------------- | ------------------- | --------- | --------------------------------------------- |
| Les données manquantes sont à compléter. |                           |                     |           |                                               |
|                                          |                           |                     |           |                                               |
| mars 2001                                | mars 2008                 | Jean-Jacques Carluy |           |                                               |
| mars 2008                                | avril 2014                | Gérard Baudoin      |           | Fermier                                       |
| avril 2014                               | En cours (au 6 juin 2023) | Jean-Claude Chireux |           | Cadre retraité Réélu pour le mandat 2020-2026 |

### Distinctions et labels
Jonquières est une ville fleurie : deux fleurs lui sont attribuées en 2007 puis une troisième en 2017 par le Conseil des villes et villages Fleuris de France au concours des villes et villages fleuris,. La commune compte un seul monument historique sur son territoire.

## Équipements et services publics

### Eau et déchets
L'adduction en eau potable est réalisée sous l'autorité, depuis 2021, de la communauté de communes de la Plaine d'Estrées. La commune est concernée, avec Longueil-Sainte-Marie, Canly, Rivecourt, Le Fayel, Armancourt, Jaux, et Le Meux par une usine de traitement et de décarbonation de l'eau construite de 2023 à 2024 à Longueil-Sainte-Marie afin de réduire le calcaire et certains polluants de l'eau issue  tirée du captage de cette commune.

## Population et société

### Démographie

#### Évolution démographique
L'évolution du nombre d'habitants est connue à travers les recensements de la population effectués dans la commune depuis 1793. Pour les communes de moins de 10 000 habitants, une enquête de recensement portant sur toute la population est réalisée tous les cinq ans, les populations de référence des années intermédiaires étant quant à elles estimées par interpolation ou extrapolation. Pour la commune, le premier recensement exhaustif entrant dans le cadre du nouveau dispositif a été réalisé en 2004.

En 2022, la commune comptait 600 habitants, en évolution de −1,96 % par rapport à 2016 (Oise : +0,87 %, France hors Mayotte : +2,11 %).
| 1793 | 1800 | 1806 | 1821 | 1831 | 1836 | 1841 | 1846 | 1851 |
| ---- | ---- | ---- | ---- | ---- | ---- | ---- | ---- | ---- |
| 651  | 641  | 736  | 727  | 717  | 706  | 702  | 703  | 655  |

| 1856 | 1861 | 1866 | 1872 | 1876 | 1881 | 1886 | 1891 | 1896 |
| ---- | ---- | ---- | ---- | ---- | ---- | ---- | ---- | ---- |
| 576  | 533  | 493  | 516  | 493  | 471  | 460  | 444  | 437  |

| 1901 | 1906 | 1911 | 1921 | 1926 | 1931 | 1936 | 1946 | 1954 |
| ---- | ---- | ---- | ---- | ---- | ---- | ---- | ---- | ---- |
| 419  | 400  | 414  | 415  | 378  | 351  | 341  | 391  | 373  |

| 1962 | 1968 | 1975 | 1982 | 1990 | 1999 | 2004 | 2006 | 2009 |
| ---- | ---- | ---- | ---- | ---- | ---- | ---- | ---- | ---- |
| 343  | 327  | 335  | 477  | 512  | 527  | 570  | 585  | 592  |

| 2014 | 2019 | 2022 | - | - | - | - | - | - |
| ---- | ---- | ---- | - | - | - | - | - | - |
| 603  | 602  | 600  | - | - | - | - | - | - |

#### Pyramide des âges
La population de la commune est relativement âgée.
En 2018, le taux de personnes d'un âge inférieur à 30 ans s'élève à 26,4 %, soit en dessous de la moyenne départementale (37,3 %). À l'inverse, le taux de personnes d'âge supérieur à 60 ans est de 31,1 % la même année, alors qu'il est de 22,8 % au niveau départemental.
En 2018, la commune comptait 298 hommes pour 307 femmes, soit un taux de 50,74 % de femmes, légèrement inférieur au taux départemental (51,11 %).
Les pyramides des âges de la commune et du département s'établissent comme suit.
| Hommes | Classe d’âge | Femmes |
| ------ | ------------ | ------ |
| 0,3    | 90 ou +      | 0,3    |
| 5,4    | 75-89 ans    | 8,9    |
| 21,5   | 60-74 ans    | 25,6   |
| 26,6   | 45-59 ans    | 25,9   |
| 15,8   | 30-44 ans    | 16,7   |
| 13,1   | 15-29 ans    | 9,8    |
| 17,2   | 0-14 ans     | 12,8   |

| Hommes | Classe d’âge | Femmes |
| ------ | ------------ | ------ |
| 0,5    | 90 ou +      | 1,4    |
| 5,5    | 75-89 ans    | 7,6    |
| 15,6   | 60-74 ans    | 16,3   |
| 20,8   | 45-59 ans    | 20     |
| 19,4   | 30-44 ans    | 19,4   |
| 17,6   | 15-29 ans    | 16,2   |
| 20,6   | 0-14 ans     | 19,1   |

### Sports et loisirs
La compagnie d'arc de Jonquières, fondée en 1733, est toujours active en 2003.

## Culture locale et patrimoine

### Lieux et monuments

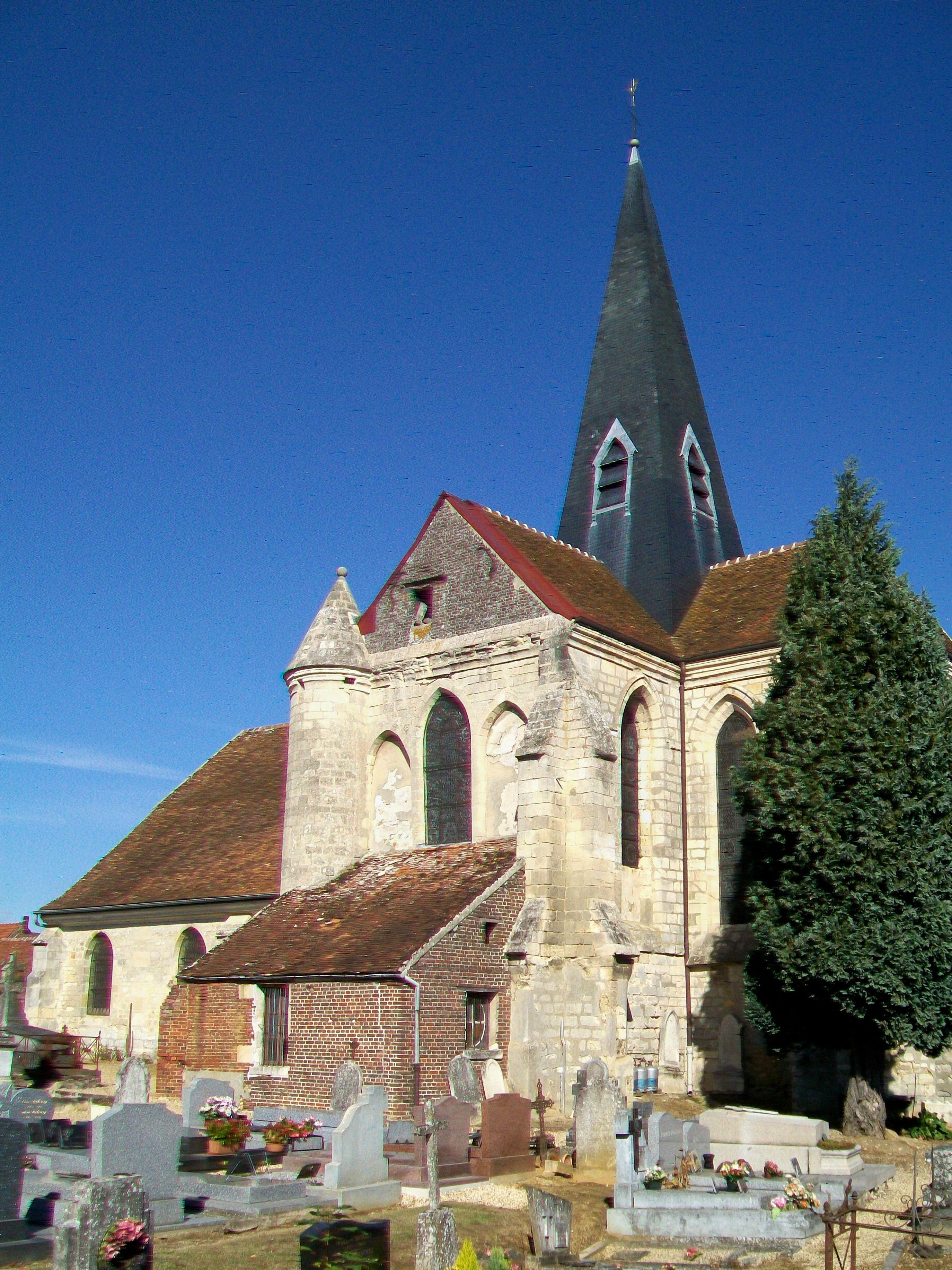
L'église Saint-Nicolas.

- Église Saint-Nicolas (classée monument historique en 1920[37]) : 
Cette petite église rurale est bâtie entre la fin du XIIe siècle et le début du XIIIe siècle, et largement reconstruite après la guerre de Cent Ans, au premier quart du XVIe siècle, avec une nouvelle consécration au début de l'année 1522.
 À l'extérieur, c'est le style gothique qui domine, et l'équilibre des volumes scandés par des contreforts saillants et aux larmiers bien marqués donne une belle allure à l'édifice. 
À l'intérieur, il se mêle au style gothique flamboyant, qui est d'une facture rustique dans la nef et ses bas-côtés, et plus soignée pour la voûte de la croisée du transept et les clés de voûte du transept et de l'abside. 
Il n'y a pas de clocher à proprement parler, mais seulement une flèche de charpente ; le portail est presque fruste ; et les rares chapiteaux sculptés sont d'une grande simplicité. 
Sur le plan architectural, l'église Saint-Nicolas est donc de faible intérêt, d'autant plus que les voûtes de la nef et des bas-côtés sont des pastiches néogothiques de 1879. 
Toute la richesse de l'église est ses seize vitraux polychromes, que l'abbé Deligny, curé de Jonquières, a confectionnés lui-même entre 1849 et 1859[38]. Autodidacte, il déploie un style très personnel, naïf, influencé par l'art du vitrail du XIIIe siècle mais à contre-courant des réalisations de son époque, et préfigurant l'Art nouveau par l'éclat des couleurs, la stylisation des motifs et leur caractère ornemental. Ceci vaut surtout pour les chefs-d'œuvre, le vitrail du Rosaire au nord, et le vitrail des Apôtres au sud du transept. Pratiquement tous les vitraux sont figurés, mais aucun ne représente un personnage à part entière, et tout le dessin est suggéré par la juxtaposition de fragments de différentes couleurs, sans aucun recours à la peinture sur verre[39]. Ces vitraux ont été restaurés entre 2015 et  2020[40],[41].

On peut également signaler : 
- Le couvent des Carmélites de Compiègne a été bâti sur la commune en 1991 ; il accueille une douzaine de carmélites et l'on peut assister aux offices quotidiens dans la chapelle du couvent ou y effectuer une retraite[42],[43].

- Calvaire à la sortie du village vers Compiègne (RD 98), rénové en 2021[44].

## Personnalités liées à la commune
- René Tavernier, connu sous le nom d'artiste de Tavernier de Jonquières ou de Junquières, aquarelliste paysager français, y est né en 1742.

## Pour approfondir